# Kościół Najświętszej Maryi Panny Nieustającej Pomocy w Przygodzicach
Kościół Najświętszej Maryi Panny Nieustającej Pomocy w Przygodzicach – rzymskokatolicki kościół parafialny w Przygodzicach, w gminie Przygodzice, w powiecie ostrowskim.

## Historia
Idea budowy kościoła powstała w 1924 roku, kiedy to mieszkańcy wsi należący dotychczas do parafii św. Stanisława w Ostrowie Wielkopolskim nie wyrazili chęci przyłączenia Przygodzic do nowo powstałej parafii św. Józefa w Jankowie Przygodzkim. W tym samym roku zawiązał się komitet budowy kościoła parafialnego w Przygodzicach, a w 1925 roku zakupiono działkę. Kościół zbudowano w latach 1925–1930. W grudniu 1931 roku miejscowość została ona przyłączona do parafii w Jankowie Przygodzkim, a w późniejszych latach powstała Parafia Najświętszej Maryi Panny Nieustającej Pomocy w Przygodzicach.
Świątynia, do której przylega budynek probostwa, została wybudowana w stylu neobarokowym. W ołtarzu głównym znajduje się obraz patronki kościoła i parafii, Najświętszej Maryi Panny Nieustającej Pomocy. W 2004 roku przed kościołem wzniesiono dzwonnicę z trzema dzwonami.